# Octave Butin
Pour les articles homonymes, voir Butin.
Octave Butin est un homme politique français, né le 14 décembre 1860 à Margny-lès-Compiègne (Oise) et décédé le 23 août 1926 au Mont-Dore (Puy-de-Dôme).

## Biographie
Industriel local, Octave Butin est maire de Margny-lès-Compiègne de 1896 à 1926, et marque la ville de son empreinte en la faisant passer de la situation de faubourg de Compiègne à celui de véritable ville.
Élu député de l'Oise en 1906, il se présente sans étiquette partisane, mais avec un programme tout à fait dans la ligne politique des radicaux.
Battu en 1910 par le candidat de droite Robert Fournier-Sarlovèze, maire de Compiègne, il prend sa revanche en 1914.
Pendant cette législature, il siège sur les bancs de la Gauche radicale, groupe rassemblant des Radicaux indépendants et des élus de centre gauche, dont il fait désormais partie, compte tenu des évolutions de ses positions personnelles.
Pendant toute la Première Guerre mondiale, il défend une ligne politique d'Union sacrée, considérant que l'unique objectif politique est de gagner la guerre.
Battu lors des élections législatives de 1919, il se consacre à son mandat de maire jusqu'à sa mort, lors d'une cure, en 1926.

## Sources
- « Octave Butin », dans le Dictionnaire des parlementaires français (1889-1940), sous la direction de Jean Jolly, PUF, 1960 [détail de l’édition]